# Барбье дю Бокаж, Жан-Дени
Жан-Дени́ Барбье́ дю Бока́ж (фр. Jean-Denis Barbié du Bocage; 28 апреля 1760 года, Париж — 28 декабря 1825 года, там же) — французский географ и картограф.

## Биография и творчество
Ученик д’Анвиля. Слава Барбье началась со времени появления его атласа к сочинению Бартелеми «Путешествие младшего Анахарсиса по Греции» (Voyage du jeune Anacharsis, 1789 и 1799). И впоследствии он интересовался исключительно географией древней Греции.
Составил планы и карты к художественному описанию путешествия Шуазёль-Гуфье по Греции, а также карту пути, по которому 10 000 греков совершили своё знаменитое отступление (401 г. до н. э.) из Малой Азии, причём снабдил свою карту объяснительным текстом (Париж, 1796).
Затем в сотрудничестве с Сент-Круа издал «Mémoires historiques et géographiques sur les pays situés entre la mer Noire et la mer Caspienne» (Париж, 1797).
В 1816 году вышел в свет его «Атлас древнейшей истории».
В 1780 году назначен географом министерства иностранных дел, в 1785 году ему было поручено заведование нумизматическим кабинетом, а в 1792 году — отделением географических карт в Королевской библиотеке.
В 1809 году его избрали профессором Коллеж де Франс. Был одним из учредителей Географического Общества в Париже (1821).
Похоронен на Пер-Лашезе (11 участок).

## Семья
Младший сын, Александр-Фредерик, родился в 1798 году, умер 25 февраля 1835 года, был профессором географии на словесном факультете парижского университета, и также известен как автор «Traité de géographie général» и «Dictionnaire géographique de la Bible» (1834).